# Fortăreața Poznań

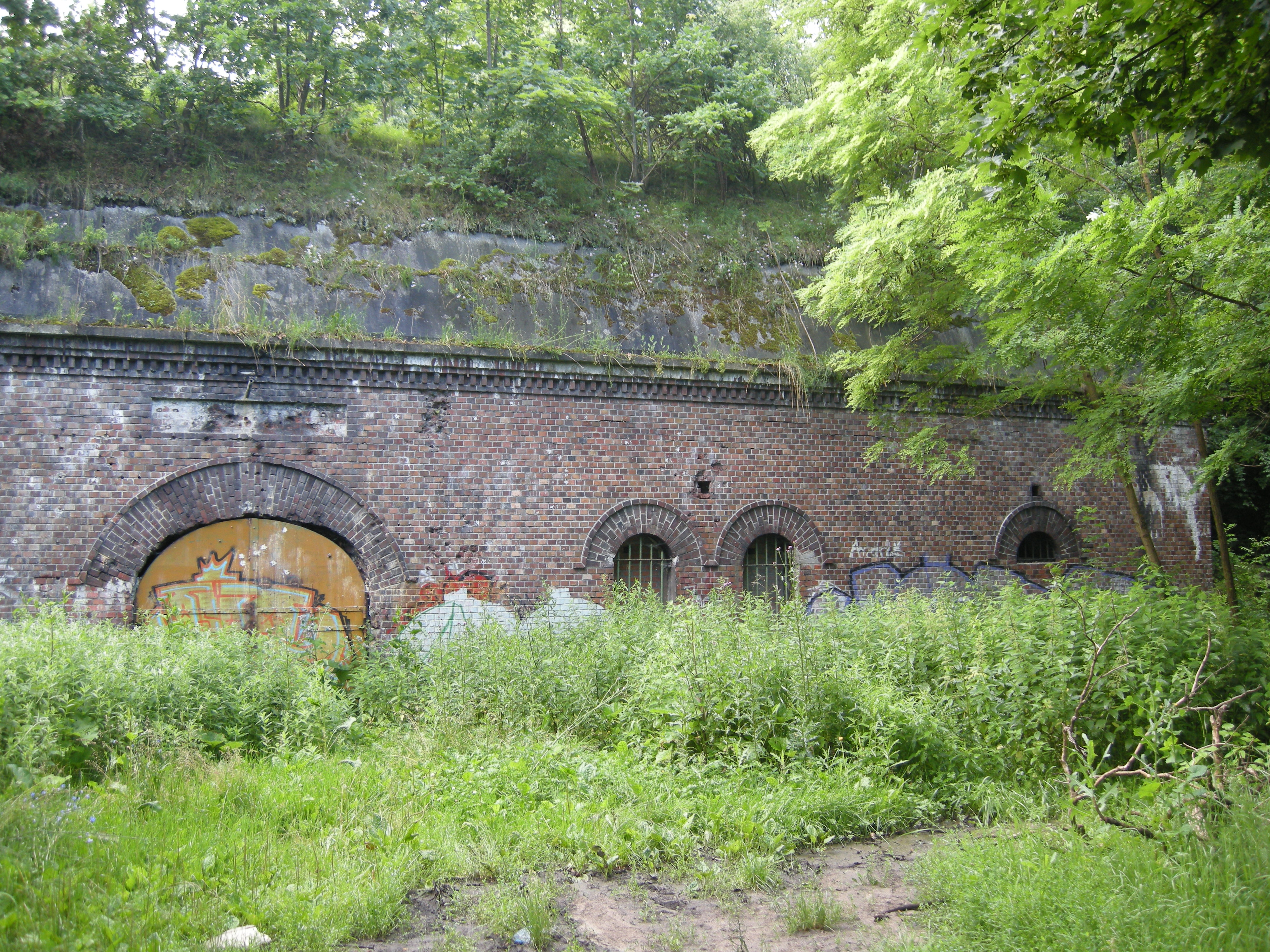
Fort IIa

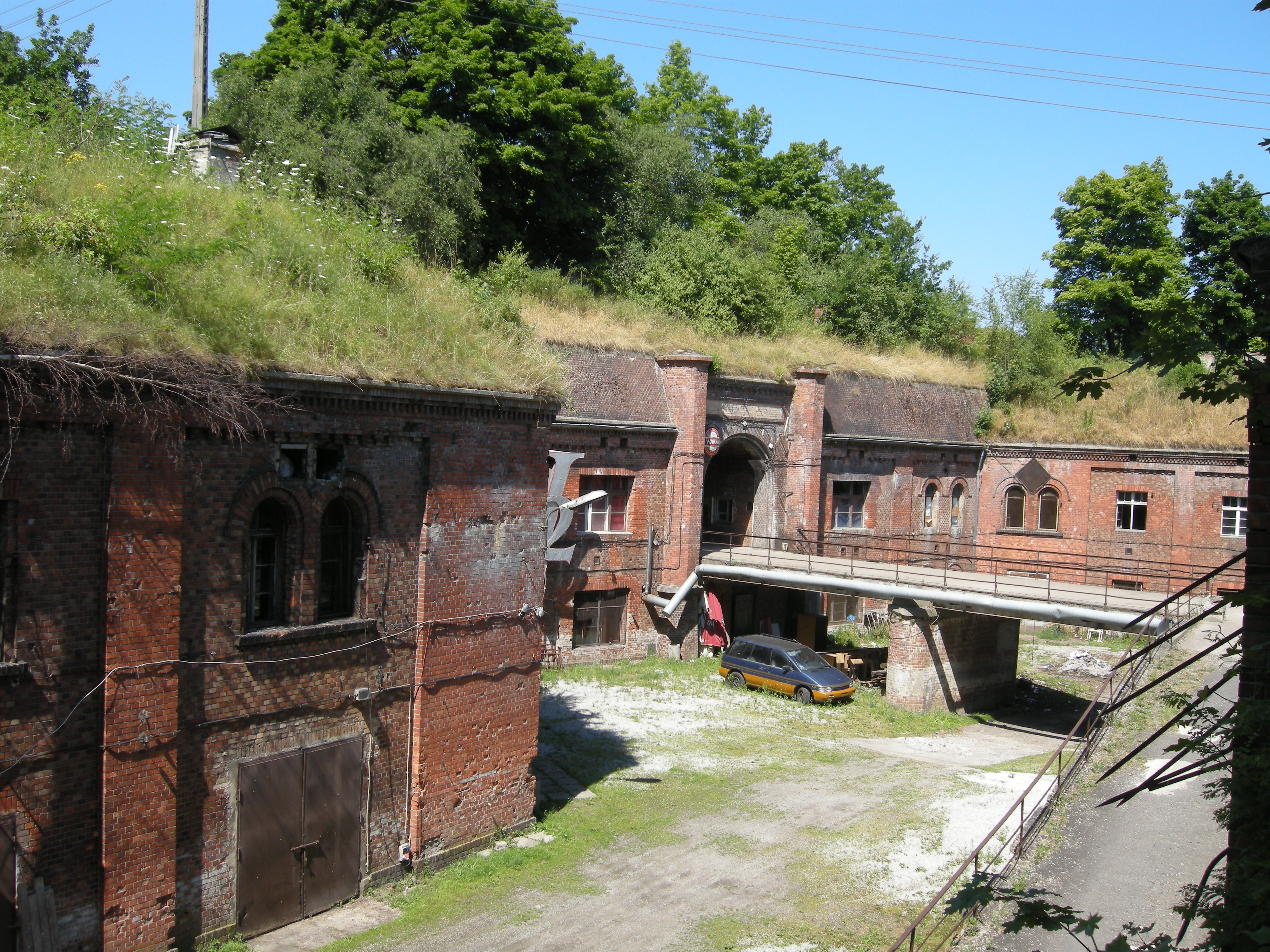
Fort VIII

Fortăreața Poznań (în germană Festung Posen și în poloneză Twierdza Poznań) a fost un set de fortificații construit în orașul Posen (azi Poznań, Polonia) sub stăpânire prusacă în secolele XIX și XX timpuriu. Este al treilea sistem fortificat după mărime în Europa.
În primul rând, începând cu anul 1828, se construia un inel defensiv strâns, care înconjura centrul orașului. Simultan, s-a construit citadela principală, numita Fort Winiary. Apoi, în 1876 s-a început construirea șirului de forturi, care au format inelul defensiv extern. Majoritatea dintre forturi, iar și citadela s-au păstrat până astăzi.
Termenul Festung Posen a fost folosit și de naziști care ocupau orașul în timpul celui de-al Doilea Război Mondial. Poznań a fost atunci una dintre „fortărețe”, ale căror apărarea a fost prioritate, indiferent de costuri. Fort Winiary a fost ultimul punct de rezistență al naziștilor în bătălia de la Poznań (1945).